# Jack Pierce
Jack Pierce, pseudonimo di John Piccoulas (Grecia, 5 maggio 1889 – Hollywood, 19 luglio 1968), è stato un truccatore e attore statunitense. È il creatore delle maschere di alcuni dei più noti personaggi del cinema horror come il mostro di Frankenstein, Dracula, l'uomo lupo e la mummia, protagonisti di famosi film prodotti negli Stati Uniti d'America dalla Universal negli anni trenta.

## Biografia
Immigrato greco, ex fantino e giocatore di baseball, era temuto da molti per il suo carattere irascibile e diffidente, tanto che dopo il periodo d'oro della Universal, Pierce lavorò poco senza riuscire a esprimere totalmente il suo talento.
Iniziò a lavorare per il cinema come attore nel 1915 nel film Misjudged, diretto da William Worthington. Interpretò una dozzina di film fino al 1929. Il suo lavoro di truccatore, non accreditato, lo cominciò nel 1927 ne La scimmia che parla di Raoul Walsh per la Fox.

### Frankenstein
Creò le fattezze della creatura in pieno accordo con Boris Karloff, il quale suggerì personalmente l'adozione di false palpebre per rendere il suo sguardo più cadaverico; Karloff si fece persino asportare un ponte al fine di avere una mascella più scavata e far "collassare" la guancia destra.
Il trucco di Frankenstein veniva costruito quotidianamente con strati di semplice garza, cotone collodio e cerone verde (anche se si dovrà attendere l'arrivo del Technicolor per apprezzare questo particolare dato che ovviamente il film era in bianco e nero) e durava quasi quattro ore, dato che cominciava verso le 4 del mattino prima di ogni ciak. Le due appendici metalliche ai lati del collo, comunemente ritenute chiodi, sono in realtà elettrodi da cui il mostro doveva ricavare l'energia vitale. Karloff portò per tutta la vita i segni degli adesivi utilizzati da Pierce per fissare gli elettrodi.
Pierce, ancora, pensò altri stratagemmi per perfezionare la figura del mostro, quali le maniche della giacca più corte per fare sembrare le braccia innaturalmente più lunghe, l'adozione di stivali da asfaltatore (dal peso di sei kg ciascuno) e persino delle strisce di ferro inserite nei pantaloni per rendere l'andatura di Karloff semi-robotica e quindi dargli delle movenze rigide e goffe.

## Filmografia

### Truccatore (parziale)
- Derby reale (The Amateur Gentleman), regia di Sidney Olcott (1926)
- La scimmia che parla (The Monkey Talks), regia di Raoul Walsh (1927)
- L'uomo che ride (The Man Who Laughs), regia di Paul Leni (1928)
- L'appello dell'innocente (East Is West), regia di Monta Bell (1930)
- Dracula, regia di Tod Browning e, non accreditato, Karl Freund (1931)
- Frankenstein, regia di James Whale (1931)
- Strictly Dishonorable, regia di John M. Stahl (1931)
- Il dottor Miracolo (Murders in the Rue Morgue), regia di Robert Florey (1932)
- The Impatient Maiden, regia di James Whale (1932)
- The Cohens and Kellys in Hollywood, regia di John Francis Dillon (1932)
- L'isola degli zombies (White Zombie), regia di Victor Halperin (1932)
- La donna proibita (Back Street), regia di John M. Stahl (1932)
- Il castello maledetto (The Old Dark House), regia di James Whale (1932)
- I milioni... che disgrazia! (They Just Had to Get Married), regia di Edward Ludwig (1932)
- La mummia (The Mummy), regia di Karl Freund (1932)
- Il bacio davanti allo specchio (The Kiss Before the Mirror), regia di John M. Stahl (1933)
- L'uomo invisibile (The Invisible Man), regia di James Whale (1933)
- A lume di candela (By Candlelight), regia di James Whale (1933)
- The Black Cat, regia di Edgar G. Ulmer (1934)
- Love Birds, regia di William A. Seiter (1934)
- La vita notturna degli dei (Night Life of the Gods), regia di Lowell Sherman (1935)
- La moglie di Frankenstein (Bride of Frankenstein), regia di James Whale (1935)
- Il segreto del Tibet (Werewolf of London), regia di Stuart Walker (1935)
- Il raggio invisibile (The Invisible Ray), regia di Lambert Hillyer (1936)
- The Road Back, regia di James Whale (1937)
- Il figlio di Frankenstein (Son of Frankenstein), regia di Rowland V. Lee (1939)
- Black Friday, regia di Arthur Lubin (1940)
- L'uomo lupo (The Wolf Man), regia di George Waggner (1941)
- Il terrore di Frankenstein (Ghost of Frankenstein), regia di Erle C. Kenton (1942)
- The Mad Ghoul, regia di James P. Hogan (1943)
- Frankenstein contro l'uomo lupo (Frankenstein Meets the Wolf Man), regia di Roy William Neill (1943)
- Captive Wild Woman, regia di Edward Dmytryk (1943)
- California (Can't Help Singing), regia di Frank Ryan (1944)
- Al di là del mistero (House of Frankenstein), regia di Erle C. Kenton (1944)
- La casa degli orrori (House of Dracula), regia di Erle C. Kenton (1945)
- La strada scarlatta (Scarlet Street), regia di Fritz Lang (1945)
- I gangsters (The Killers), regia di Robert Siodmak (1946)
- L'angelo nero (Black Angel), regia di Roy William Neill (1946)
- Scheherazade (Song of Scheherazade), regia di Walter Reisch (1947)
- Master Minds, regia di Jean Yarbrough (1949)
- The Brain from Planet Arous, regia di Nathan Juran (1957)
- Teenage Monster, regia di Jacques R. Marquette (1958)
- Giant From the Unknown, regia di Richard E. Cunha (1958)
- Beyond the Time Barrier, regia di Edgar G. Ulmer (1960)
- The Amazing Transparent Man, regia di Edgar G. Ulmer (1960)
- Creation of the Humanoids, regia di Wesley Barry (1962)

### Attore
- Misjudged, regia di William Worthington - cortometraggio (1915)
- The Dupe, regia di William Worthington - cortometraggio (1916)
- Law and Order, regia di David Smith - cortometraggio (1917)
- One Dollar's Worth, regia di David Smith - cortometraggio (1917)
- The Enchanted Kiss, regia di David Smith - cortometraggio (1917)
- The Man Who Waited, regia di Edward Ludwig (1922)
- Riders of the Law , regia di Robert N. Bradbury (1922)
- The Gambling Fool, regia di J.P. McGowan (1925)
- The Speed Demon, regia di Robert N. Bradbury (1925)
- Isle of Sunken Gold, regia di Harry S. Webb (1927)
- Il circo (The Circus), regia di Charlie Chaplin (1928)
- Masquerade, regia di Russell Birdwell (1929)